# Dorota Kolak
Dorota Małgorzata Kolak-Michalska (ur. 20 czerwca 1957 w Krakowie) – polska aktorka teatralna, filmowa i telewizyjna, profesor sztuk filmowych i teatralnych, nauczycielka akademicka; w latach 1980–1982 aktorka Teatru im. Wojciecha Bogusławskiego w Kaliszu, od 1982 aktorka Teatru Wybrzeże w Gdańsku.

## Życiorys
Córka Jerzego (1934–2016), kierownika technicznego krakowskich teatrów, i Aliny (ur. 1929), choreografki. Siostra Beaty (ur. 1959), także aktorki. Ukończyła studia w Państwowej Wyższej Szkole Teatralnej w Krakowie w 1980. W latach 1980–1982 była aktorką Teatru im. Wojciecha Bogusławskiego w Kaliszu. Od 1982 związana jest z Teatrem Wybrzeże w Gdańsku. Pracuje również jako pedagożka. Prowadzi zajęcia z aktorstwa, plastyki ruchu, form i stylów ruchu scenicznego na Akademii Muzycznej im. Stanisława Moniuszki w Gdańsku. W 2015 habilitowała się w Państwowej Wyższej Szkole Filmowej, Telewizyjnej i Teatralnej im. Leona Schillera w Łodzi w dyscyplinie sztuk teatralnych na podstawie dzieła Spektakl „Słodki ptak młodości” Tennessee Williamsa z rolą Alexandry del Lago w reżyserii Grzegorza Wiśniewskiego. W 2023 otrzymała tytuł profesora sztuk filmowych i teatralnych.
Grała w stałej obsadzie seriali Radio Romans (1994–1995) i Pensjonat pod Różą (2004–2006). W 2007 zaczęła występować w serialu Barwy szczęścia, a w latach 2011–2013 grała w Przepisie na życie.
Dorota Kolak jest żoną aktora Igora Michalskiego, matką aktorki Katarzyny Z. Michalskiej.

## Filmografia
- 1994–1995: Radio Romans jako Wanda Kreft
- 1997: Drugi brzeg jako żona Stimminga
- 1998: Cudze szczęście jako recepcjonistka
- 2001–2002: Marzenia do spełnienia jako Lucyna Pałucka
- 2003: Na dobre i na złe jako matka Zuzanny (odc. 134)
- 2004: Vinci jako milionerka Barbara Sykalska
- 2004–2006: Pensjonat pod Różą jako Bożena Górska
- 2006: Strajk – Die Heldin von Danzig jako żona Kamińskiego
- 2007–2018: Barwy szczęścia jako Anna Marczak, matka Julii i Malwiny oraz żona Jerzego
- 2008: Londyńczycy jako matka Wojtka (odc. 11)
- 2008: Ile waży koń trojański? jako kierowniczka Domu Pracy Twórczej w Sopocie
- 2009: Jestem twój jako Irena, matka Artura
- 2010: Usta usta jako Irena, matka Agnieszki
- 2010–2011: Hotel 52 jako Maria Górska, matka Artura
- 2011–2013: Przepis na życie Irena Adamowicz, matka Anny
- 2012: Paradoks jako Maria Zawadowa (odc. 10)
- 2012: Miłość jako matka Tomka
- 2013: Dzień kobiet jako Maryla
- 2013: To nie koniec świata jako Irmina, matka Pawła
- od 2013: Przyjaciółki jako Stefania Markiewicz, matka Zuzy
- 2013: Głęboka woda jako Kamila (odc. 22)
- 2013: Chce się żyć jako Zofia Rosińska, matka Mateusza
- 2014–2015: Zbrodnia jako nadkomisarz Maria Wolska
- 2014: Kebab i horoskop jako matka stażystki
- 2015: Prokurator jako Janina Chorko, szefowa Prokuratury Rejonowej
- 2015: Web Therapy jako Teresa, matka Lucyny
- 2016: Zjednoczone stany miłości jako Renata
- 2016: Powidoki jako kadrowa w MHD
- 2016: Mały Jakub jako babcia Jakuba
- 2017: Konwój jako Nowacka
- 2017: Sztuka Kochania. Historia Michaliny Wisłockiej jako matka Michaliny
- 2017: Gotowi na wszystko. Exterminator jako Ziomecka, sąsiadka Marcysia
- 2017: 53 wojny jako matka Anny
- 2018: Narzeczony na niby jako Anna, matka Kariny i Basi
- 2018: Plan B jako Barbara Wojtowicz, żona Andrzeja
- 2018: Nielegalni jako matka Jakuba (odc. 9 i 10)
- 2018: Zabawa, zabawa jako profesor Teresa Malicka, ordynator oddziału pediatrycznego
- 2018: 1983 jako bibliotekarka (odc. 2)
- 2019: Ciemno, prawie noc jako Maria Waszkiewicz
- 2019: Pod powierzchnią jako Teresa Gajewska, matka Bartka
- 2019: 1800 gramów jako Zofia Wysocka
- 2020: W głębi lasu jako prokurator Herman
- 2021: Najmro. Kocha, kradnie, szanuje jako Mira
- 2021: Komisarz Mama jako Francesca Guarini-Kowalik (odc. 10)
- 2022: Detektyw Bruno jako Maryśka Wiśniewska
- 2022: Głupcy jako Marlena
- 2022: Jezioro słone jako Ula
- 2022: Wotum nieufności jako Teresa Swoboda
- 2022: Za duży na bajki jako ciocia Mariola
- 2023: Dzień Matki jako matka Niny
- 2023: Jedna dusza jako Ernesta, matka Alojza
- 2023: Lipowo. Zmowa milczenia jako Klementyna Kopp
- 2023: Sługa Narodu jako Ewa Konieczna, matka Ignacego (odc. 13, 16-18, 20, 23-24, 33)
- 2023: Uwierz w Mikołaja jako Krystyna
- 2024: Krucjata II. Znak Bliźniąt jako Magdalena Jamroży, babcia Bronka (odc. 1, 5)
- 2024: Za duży na bajki 2 jako Mariola, ciotka mamy Waldka

## Odznaczenia
- Srebrny Krzyż Zasługi (11 października 1996)[6]
- Złoty Medal „Zasłużony Kulturze Gloria Artis” (7 grudnia 2018)[7]
- Srebrny Medal „Zasłużony Kulturze Gloria Artis” (29 stycznia 2008)[7]
- Odznaka „Zasłużony Działacz Kultury” (1996)[1]

## Nagrody i nominacje
- 1973 – Nagroda Teatralna „Głosu Wybrzeża” za tytułową rolę w Antygonie Sofoklesa w reżyserii Marka Okopińskiego w Teatrze Wybrzeże
- 1981 – Nagroda na XXI Kaliskich Spotkaniach Teatralnych za rolę Julii Giuli przedstawieniu Cień Wojciecha Młynarskiego w reżyserii Romany Próchnickiej w Teatrze Wybrzeże
- 1988 – Nagroda Wyspiańskiego za osiągnięcia aktorskie w Teatrze Wybrzeże
- 1990 – wyróżnienie na XXVI Ogólnopolskim Przeglądzie Teatrów Małych Form w Szczecinie za tytułową rolę w Pannie Julii Augusta Strindberga
- 1992, 2003, 2009 – Nagroda Artystyczna Gdańskiego Towarzystwa Przyjaciół Sztuki
- 1993 – Nagroda na XXXIII Kaliskich Spotkaniach Teatralnych za rolę drugoplanową – rolę Marii Lebiadkin w spektaklu Biesy Fiodora Dostojewskiego[8]
- 1998, 2003 – Nagroda Miasta Gdańska w Dziedzinie Kultury[9]
- 2004 – nagroda aktorska na Opolskich Konfrontacjach Teatralnych „Klasyka Polska” za tytułową rolę w Matce Witkacego w Teatrze Wybrzeże
- 2004 – wyróżnienie na VIII Międzynarodowym Festiwalu Komedii „Talia” w Tarnowie za rolę w przedstawieniu Mąż i żona
- 2005 – Nagroda Prezydenta Miasta Gdańska w Dziedzinie Kultury z okazji jubileuszu 25-lecia pracy aktorskiej[10]
- 2006 – Nagroda na Festiwalu Polskiego Radia i Teatru Telewizji Polskiej „Dwa Teatry” za rolę w spektaklu telewizyjnym Padnij
- 2009 – „Złoty Lew” 34. Festiwalu Polskich Filmów Fabularnych w Gdyni za najlepszą drugoplanową rolę kobiecą – rolę w filmie Jestem twój
- 2013 – Nagroda Prezydenta Miasta Gdańska w Dziedzinie Kultury z okazji jubileuszu 30-lecia pracy artystycznej[10]
- 2015 – Nagroda Prezydenta Miasta Gdańska „Neptuny”[11]
- 2016 – „Złoty Lew” 41. Festiwalu Filmowego w Gdyni za najlepszą drugoplanową rolę kobiecą – rolę w filmie Zjednoczone stany miłości[12]
- 2016 – nagroda na Valletta Film Festival dla najlepszej aktorki – rolę Renaty w filmie Zjednoczone stany miłości
- 2016 – Nagroda im. Aleksandra Zelwerowicza za rolę Marty w Kto się boi Virginii Wolf
- 2017 – nominacja do Polskiej Nagrody Filmowej w kategorii „Najlepsza główna rola kobieca” za rolę Renaty w filmie Zjednoczone stany miłości (2016)
- 2019 – Nagroda Miasta Gdańska w Dziedzinie Kultury „Splendor Gedanensis” za kreację Hekabe w Trojankach Eurypidesa w reżyserii Jana Klaty[9]
- 2019 – Pomorska Nagroda Artystyczna w kategorii Kreacja Artystyczna za rolę Hekabe w Trojankach Eurypidesa w reżyserii Jana Klaty w Teatrze Wybrzeże
- 2019 – Nagroda im. Ireny Solskiej za twórczość wywierającą znaczący wpływ na rozkwit sztuki aktorskiej[13]
- 2019 – Nagroda „Złoty Szczeniak” podczas Festiwalu Aktorstwa Filmowego im. Tadeusza Szymkowa za najlepszą pierwszoplanową rolę kobiecą w filmie Zabawa, zabawa[14]
- 2021 – Nagroda Prezydenta Miasta Gdańska w Dziedzinie Kultury z okazji jubileuszu 40-lecia pracy artystycznej[10]
- 2024 – Wielka Pomorska Nagroda Artystyczna
- 2024 – Medal św. Wojciecha[15]

Źródło:.